# Jordi Roura i Goicoechea
Jordi Roura i Goicoechea (Barcelona, 15 de abril de 1928 - Navata, Alto Ampurdán, 3 de enero de 2011) fue un maestro y escultor catalán, uno de los miembros fundadores de la Escuela de Diseño Elisava. 

## Datos biográficos
Casado con la pintora y poetisa Remei Martínez-Marí Ódena, fallecida en agosto de 2006 en el pueblo de Navata cerca de Figueras.
Tanto desde su vertiente pedagógica como con su propia obra, muy pronto se interesó por experimentar aspectos perceptivos sobre la forma, tema que desarrolló en su tesis doctoral. Durante muchos años compartió la actividad como artista con la docencia, organizando talleres experimentales de sensibilización perceptiva sobre la forma y el color a alumnos de diferentes escuelas y facultades: Monasterio de Montserrat, Escola de Disseny Elisava, Escuela de fotografía Richter, Escuela Técnica Superior de Arquitectura de Barcelona y Facultad de Bellas Artes de la Universidad de Barcelona. También participó en numerosos cursos, congresos, seminarios y màsters, y presentó sus obras en exposiciones y salones de arte.

## Galería

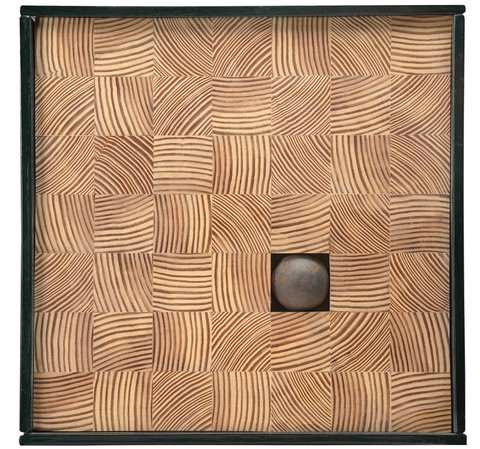
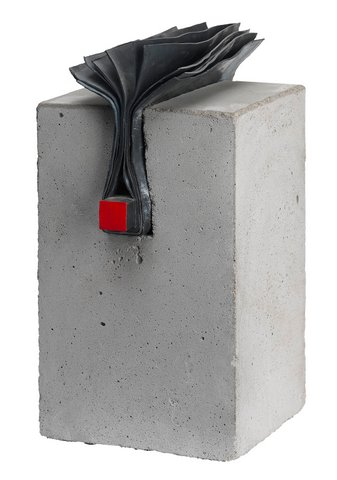
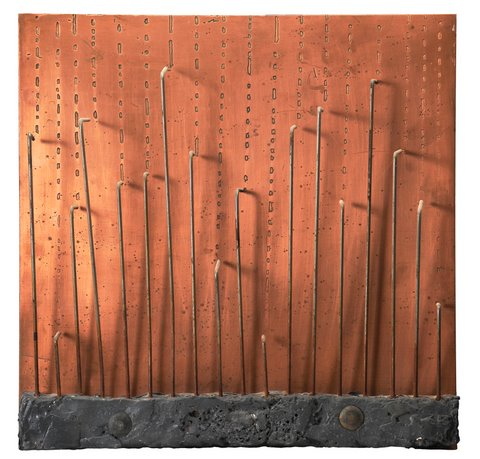

- Wikimedia Commons alberga una galería multimedia sobre Jordi Roura i Goicoechea.